# Belgrave, Victoria
Belgrave är en del av en befolkad plats i Australien. Den ligger i kommunen Yarra Ranges och delstaten Victoria, omkring 35 kilometer öster om delstatshuvudstaden Melbourne. Antalet invånare är 4 094.
Runt Belgrave är det ganska glesbefolkat, med 40 invånare per kvadratkilometer.. Närmaste större samhälle är Ferntree Gully, nära Belgrave.
I omgivningarna runt Belgrave växer i huvudsak städsegrön lövskog. Genomsnittlig årsnederbörd är 1 244 millimeter. Den regnigaste månaden är juli, med i genomsnitt 140 mm nederbörd, och den torraste är januari, med 49 mm nederbörd.